# Frozen Dust
Frozen Dust, pubblicato nel marzo 2002 dalla Fear Dark, è il secondo album della band death/doom/symphonic metal Morphia.

## Tracce
1. Flashback
2. The Sun
3. The Forest
4. Wicklow Mountains
5. Frozen Dust
6. When Silence Fell
7. Again
8. Long Lost
9. Forced to Obey
10. Emptiness

## Formazione
- Jasper Pieterson - voce, basso
- Roger Koedoot - chitarra
- Peter van Tulder - tastiere
- Ernst-Jan Lemmen - batteria
- Martin Koedoot - chitarra
- Erik van Tulder - basso, voce
- Bert Bonestroo - ingegnere del suono, missaggio